# Messing-cum-Inworth
Messing-cum-Inworth is een civil parish in het bestuurlijke gebied Colchester, in het Engelse graafschap Essex. In 2001 telde het civil parish 349 inwoners.